# 마장면
마장면(麻長面)은 대한민국 경기도 이천시의 북서쪽에 위치한 면이다. 동쪽으로는 중리동 및 관고동, 서쪽으로는 용인시 처인구 원삼면 및 용인시 처인구 양지면, 남쪽으로는 호법면 및 용인시 처인구 백암면, 북쪽으로는 신둔면 및 광주시 도척면과 인접해 있다.

## 개요
마장면은 조선 초에는 장수왕 또는 마전동으로 불리었고 그 후 장수왕면과 마전동면으로 개칭되었으며 장수왕면에는 목동리(목리), 장수왕리(장암2리), 문암리(장암1리), 둔전리(표교), 각씨동리(각평), 이치리, 이평리, 토곡리(호법 매곡)가 포함되었고 마전동면에는 억만이(회억), 오천리(오천), 관동리(관리), 작별리(작촌), 덕평리가 포함되어 있었다. 이후 장면과 마면으로 개칭되었으며 일제의 부군면 통폐합에 따라 마장면으로 통합되면서 장면의 토곡리는 호법면으로 편입되어 법정리 13개리로 현재에 이르고 있다.

## 연혁
- 475년: 남천현 영남
- 1895년: 이천군 마전면
- 1910년: 이천군 마면, 장면
- 1914년: 이천군 마장면
- 1996년: 이천군 마장면

## 문화유산
- 이천 장암리 마애보살반가상 (보물 제982호)

## 법정리
- 오천리(午川里)
- 양촌리(陽村里)
- 작촌리(芍村里)
- 회억리(灰億里)
- 장암리(長岩里)
- 표교리(標橋里)
- 각평리(各坪里)
- 덕평리(德坪里)
- 이평리(泥坪里)
- 이치리(梨峙里)
- 해월리(蟹越里)
- 관리(冠里)
- 목리(木里)

## 교육
- 마장초등학교
- 표교초등학교
- 마장중학교
- 마장고등학교
- 청강문화산업대학교

## 아파트
| 단지명                  | 건설사         | 시행사         | 주소                     | 입주        | 비고     |
| ----------------------- | -------------- | -------------- | ------------------------ | ----------- | -------- |
| 마장 휴먼빌 까사포레    | 일신건영㈜     | 천강개발㈜     | 마도로48번길 40 (양촌리) | 2024년 7월  |          |
| 마장 리젠시빌 란트      | 리젠시빌건설㈜ | 리젠시빌주택㈜ | 중앙로 57 (오천리)       | 2020년 7월  |          |
| 마장 리젠시빌 란트 더웰 | 리젠시빌주택㈜ | 리젠시빌주택㈜ | 중앙로 56 (오천리)       | 2020년 12월 | 민간임대 |
| 마장 호반베르디움 1차   | 호반산업㈜     | 호반산업㈜     | 중앙로 36 (오천리)       | 2019년 7월  |          |
| 마장 호반베르디움 2차   | 호반건설       | 호반건설       | 중앙로 35 (오천리)       | 2019년 9월  |          |